# Farine panifiable

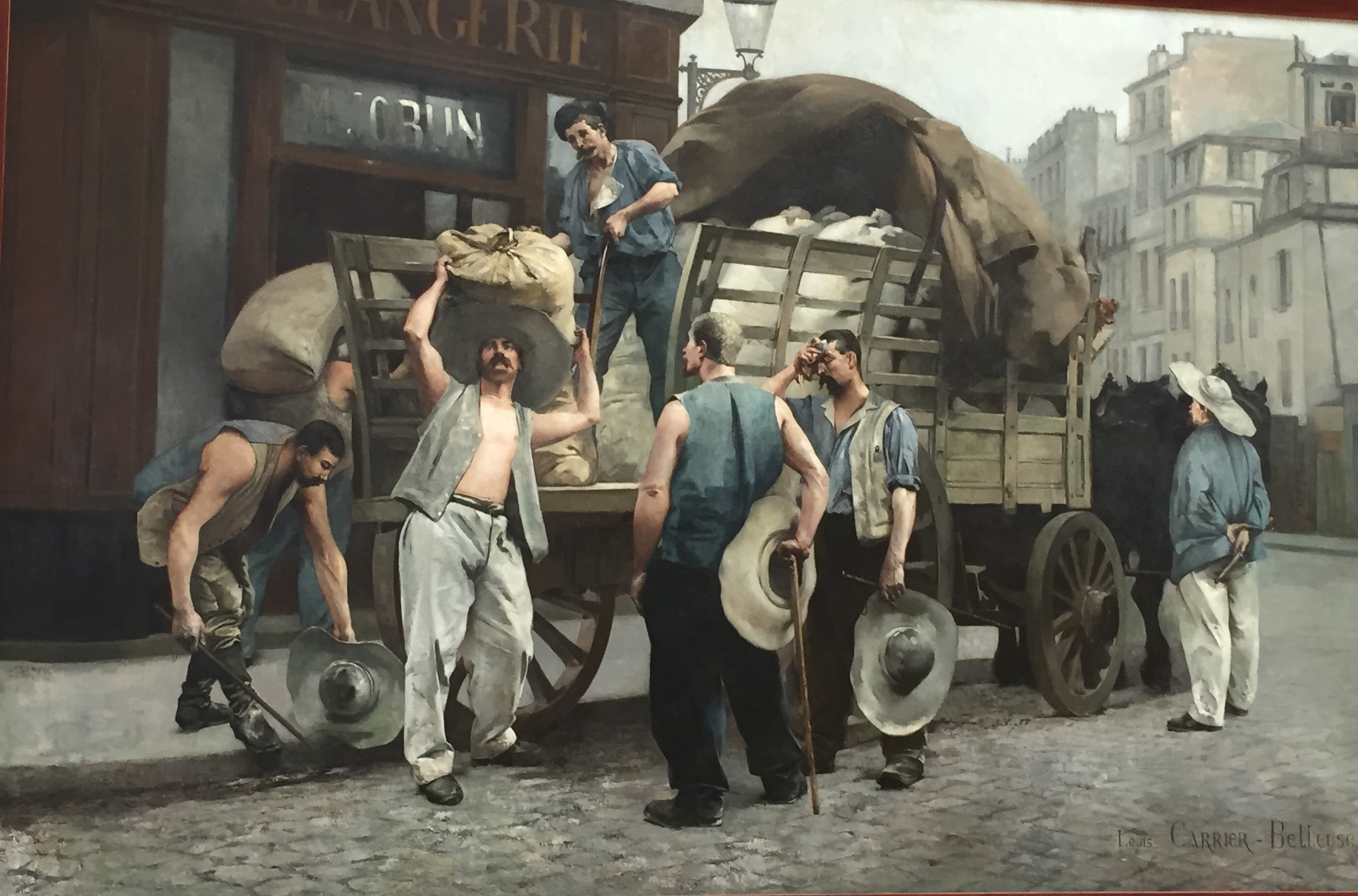
Les Porteurs de farine, huile sur toile de 1895 de Louis-Robert Carrier-Belleuse.

Certaines céréales (blés de différentes sortes, seigle) fournissent une farine contenant du gluten en quantité suffisante pour être panifiable, c'est-à-dire qu'on peut en faire une pâte et donc du pain.

## Liste des céréales panifiables
- Blé tendre (ou froment), variété de blé la plus panifiable.
- Épeautre, variété de blé à grains vêtus, généralement cultivée en agriculture biologique.
- Blé Khorasan
- Seigle

L'engrain (petit épeautre) avec une teneur en gluten sept fois moindre que le blé est difficile à panifier si on l'emploie seul.